# Expédition de Surad ibn Abdullah
L' Expédition de Surad ibn Abdullah a eu pour but d’attaquer les gens de Jurash. Elle se déroula en 10 AH du calendrier islamique,, vers l'Automne, (632 AD dans le Calendrier Grégorien).